# 八公桥战斗
八公桥战斗，是中国抗日战争中，中日双方发生的战斗。八路军缴获轻机枪19挺、掷弹筒14具、长短枪1520余支、子弹63860余发、战马100余匹以及兵工厂全套机器3部，粮食及其它物资69车。